# أجوتا بوجدوسو
أجوتا بوجدوسو (بالمجرية: Bujdosó Ágota)‏ مواليد 2 يونيو 1943 في بودابست، هي لاعبة كرة يد مجرية سابقة لعبت كحارس مرمى. شاركت في دورة الألعاب الأولمبية الصيفية سنة 1976. حققت المركز الثالث في بطولة العالم لكرة اليد للسيدات 1971.

## سجل المنافسة
شاركت في البطولات التالية:
- بطولة العالم لكرة اليد للسيدات 1971
- بطولة العالم لكرة اليد للسيدات 1973
- بطولة العالم لكرة اليد للسيدات 1975

## الميداليات
| الميدالية | المسابقة                            |
| --------- | ----------------------------------- |
| برونزية   | بطولة العالم لكرة اليد للسيدات 1971 |
| برونزية   | بطولة العالم لكرة اليد للسيدات 1975 |
| برونزية   | الألعاب الأولمبية الصيفية 1976      |

## وصلات خارجية
- أجوتا بوجدوسو على موقع اللجنة الأولمبية الدولية (الإنجليزية)
- أجوتا بوجدوسو على موقع أوليمبيديا (الإنجليزية)
- أجوتا بوجدوسو على موقع اللجنة الأولمبية المجرية (الهنغارية)